# 元宝螺
元宝螺（学名：Pila leopordovillensis），是中腹足目苹果螺科元宝螺属的一种。主要分布于台湾，常栖息在南北半球、热带及亚热带地区的淡水或半淡咸水中，即湖沼、池塘、沟渠等。